# FC Dinamo-93 Minsk
FC Dinamo-93 Minsk foi uma equipe bielorrussa de futebol com sede em Minsk. Disputava a primeira divisão da Bielorrússia (Vysshaya Liga).
Seus jogos foram mandados no Estadio Olímpico, que possui capacidade para 40.000 espectadores.

## História
O FC Dinamo-93 Minsk foi fundado em 1992.